# Ken Ishikawa
Ken Ishikawa (født 6. februar 1970) er en tidligere japansk fodboldspiller.
Han har spillet for flere forskellige klubber i sin karriere, herunder Nagoya Grampus Eight og JEF United Ichihara.